# Alert Alarm
Alert Alarm AB är ett svenskt bevakningsföretag som har sitt huvudkontor i Solna kommun, Stockholms län med 33 anställda. Alert alarm grundades 1998 och ägs sedan 2015 av Hellman & Friedman vilket även gjorde att man blev en del av Verisure Securitas Direct Group.
Sedan starten 1998 har man erbjudit sina kunder hemlarm som kunden själv monterar. Fram till 2007 övervakade även kunden sitt eget hemlarm, men idag övervakas larmen av en larmcentral.

## Verksamhet och ändamål
Alert alarms verksamhet och ändamål är enligt Allabolag:
”Bolaget ska bedriva utveckling, marknadsföring och försäljning av avancerade trådlösa inbrottslarm, konsultationer i affärsutveckling och management samt därmed förenlig verksamhet”.